# Production et travail
Production et travail (en espagnol : Producción y Trabajo) est un parti politique de la province de San Juan en Argentine. Son fondateur, et l'un de ses principaux dirigeants est Roberto Basualdo, sénateur national depuis 2005 et député national de 2001 à 2005. Le parti est formé en 2005 en vue des élections législatives de la même année. En 2015, il adhère à la coalition Cambiemos, prédécesseur de l'actuelle Ensemble pour le changement. Auparavant, il intègre l'intergroupe du péronisme fédéral.
Outre le Sénat, le parti est représenté à la Chambre des députés entre 2005 et 2009 par la députée Adriana del Carmen Marino. Il est de nouveau représenté en 2019 grâce à l'élection comme député national du maire de Santa Lucía, Humberto Marcelo Orrego. qui se présente également comme le principal candidat au poste de gouverneur lors de ces élections, scrutin qu'il perd face à l'actuel gouverneur Sergio. Uñac. Lors des dernières élections législatives de 2021, Susana Laciar, affiliée à Production et travail, est devenue députée nationale élue pour la province de San Juan.
Lors des élections provinciales de 2023, Orrego remporte la fonction de gouverneur de San Juan contre José Luis Gioja.
Le président de groupe de Production et de travail à la Chambre des députés de la province de San Juan est Sergio Miodowsky, tandis que son vice-président est Juan Roca. Au niveau interne, le parti est présidé par Susana Laciar.